# Бланделл, Кэтрин
Кэтрин Бланделл (Katherine Blundell; род. 1970) — британский учёный, специалист по физике активных галактик и квазаров.
Профессор астрофизики Оксфордского университета и исследовательский фелло его колледжа Сент-Джонс.
Прежде являлась Университетским исследовательским фелло Королевского общества (Royal Society University Research Fellowship) как фелло Royal Commission for the Exhibition of 1851, перед чем состояла младшим исследовательским фелло оксфордского Баллиол-колледжа.
В 2017 году Distinguished Visitor в Australian Astronomical Observatory. Инициатор и руководитель проекта Global Jet Watch, объединяющего пять обсерваторий. Совместно с профессором Fraser Armstrong (professor) устроительница однодневного форума в честь 450-летия колледжа Сент-Джонс под названием «Energy… beyond Oil», а также заседания «Energy… for the Future» в Королевском обществе в 2006 году.
Публиковалась в Monthly Notices of the Royal Astronomical Society, Astronomy and Astrophysics, Astrophysical Journal.
Автор книг «Black Holes» (в серии Very Short Introductions Oxford University Press, 2015) и «Concepts in Thermal Physics» (2006, 2-е изд. 2009; в соавторстве с профессором Stephen Blundell).
Супруга профессора Stephen Blundell.

## Награды и отличия
- Philip Leverhulme Prize[англ.] (2005)
- Rosalind Franklin Award[англ.] Лондонского королевского общества (2010)
- Lawrence Bragg Medal and Prize, Институт физики (2012)
- George Darwin Lectureship[англ.], Королевское астрономическое общество (2015)

Офицер ордена Британской империи (2017).